# 吴伟 (1969年)
吴伟（1969年8月—），男，湖北武汉人，中华人民共和国金融和政治人物。曾任交通银行执行董事、副行长、党委委员；中共山西省委常委、省委宣传部长、常务副省长等职务。现任中共上海市委常委、上海市人民政府党组副书记、常务副市长。

## 生平

### 早年
吴伟于1987年9月进入中南财经大学（今中南财经政法大学）会计系，主修审计专业。1991年9月本科毕业后，他继续在校攻读审计专业硕士学位，并于1994年7月取得硕士学位后进入中国人民银行武汉市分行稽核处工作。一年后，即1995年9月，他进入财政部财政科学研究所研究生部，攻读财政学专业博士学位，并于1998年7月获得博士学位。此后，他加入交通银行，从1998年7月起一直工作至2019年7月。

### 步入地方政界

#### 山西省
2019年7月，吴伟开始转战地方任职，任山西省人民政府党组成员。两个月后被任命为省政府副省长。2021年10月升任中共山西省委常委，并于11月兼任省委宣传部部长。
2022年12月，吴伟担任山西省人民政府常务副省长。

#### 上海市
2024年11月15日，吴伟转任上海市委常委。同月25日，任上海市政府党组副书记，同月28日，任上海市人民政府副市长。